# ماریکا ماتسوموتو
ماریکا ماتسوموتو (انگلیسی: Marika Matsumoto; ۱۲ سپتامبر ۱۹۸۴ – ) بازیگر اهل ژاپن بود.
از فیلم‌ها یا برنامه‌های تلویزیونی که وی در آن نقش داشته‌است می‌توان به تناسخ اشاره کرد.